# Lytocarpia flexuosa
Lytocarpia flexuosa is een hydroïdpoliep uit de familie Aglaopheniidae. De poliep komt uit het geslacht Lytocarpia. Lytocarpia flexuosa werd in 1816 voor het eerst wetenschappelijk beschreven door Lamouroux. 